# Sergio Jiménez
Sergio Jiménez (ur. 17 grudnia 1937 w Meksyku, zm. 3 stycznia 2007) – meksykański aktor. Karierę rozpoczął od wcielenia się w El Gato w filmie Los caifanes. Jego ostatnią pracą było wyreżyserowanie telenoweli La fea mas bella. Pracował wiele w swoim własnym prywatnym studio, gdzie asystowała mu Adriana Barraza. Ze względu na jego doświadczenie wielu meksykańskich aktorów nazywało go: El Profe (Nauczyciel). Zmarł na zawał serca.

## Filmy
- Los caifanes
- El Profe
- Mexicano tú puedes
- El jinete de la divina providencia
- El extensionista
- La generala
- Las visitaciones del diablo
- Pelo suelto

## Telenowele
- Valentina
- Baila conmigo
- La antorcha encendida
- Senda de gloria
- El maleficio
- El derecho de nacer
- Nigdy cię nie zapomnę (reżyser)